# Comité Cisne
Comité Cisne fue una banda valenciana de rock liderada por el cantautor y guitarrista Carlos Goñi, nacida a partir de la fusión en 1984 de dos grupos exponentes del pop valenciano, Garage y Glamour.
A pesar de no alcanzar repercusión a nivel nacional, Comité Cisne se convirtió en uno de los principales exponentes del pop valenciano en la década de 1980, influido por artistas como Lou Reed. Tras la marcha de Carlos Goñi y Rafael Picó en 1988 para fundar Revólver, Comité Cisne publicó un último álbum, Instinto, y se disolvió en 1991.

## Biografía
Comité Cisne se fundó en 1984 a partir de miembros de dos grupos de la escena pop valenciana: Garage, liderado por Carlos Goñi y Última Emoción, del que formaba parte el teclista José Luis Macías y el guitarrista Lino Oviaño. El grupo se completó con el bajista Remy Carreres y debutó en septiembre de 1984.
En 1985, con la unión al grupo de Rafael Picó, el grupo grabó su primer maxisencillo, «Dulces horas», publicado por EMI. Un año después, con la salida de Oviaño, el grupo firmó un contrato con DRO y publicó su primer álbum de estudio, Comité Cisne, compuesto por seis canciones. A pesar de la creciente repercusión del grupo a nivel local, las ventas del álbum fueron escasas y DRO rescindió el contrato con el grupo.
Un año después, en 1987, Comité Cisne firmó con el sello valenciano Intermitente y publicó su segundo álbum, El final del mar, que incluye una de sus canciones más representativas, «Ana Frank», así como un EP, Tres canciones de Lou Reed, donde el grupo versionó tres temas del músico estadounidense Lou Reed, una de las principales influencias comunes a todos los miembros del grupo. 
En marzo de 1988, el grupo se trasladó a Norwich, Inglaterra, para grabar el álbum Beber el viento. Sin embargo, las crecientes diferencias entre Goñi y Macías en torno al estilo musical del grupo se hicieron patentes en la grabación: Goñi buscaba un sonido afín al rock americano, mientras que Macías era partidario de un mayor acercamiento a la música británica. Tras una actuación en Albacete, Goñi reunió al grupo para pedir el control del grupo, consensuado entre todos, en vistas de la incompatibilidad creciente entre Goñi y Macías. Al no darse ese consenso, Goñi abandonó el grupo y formó Revólver junto a Rafael Picó.
Con Macías y Carreres como únicos miembros de la formación original, se reclutó a dos nuevos músicos: el guitarrista Goyo Esteban y el vocalista Jesús Astorga, y firmaron un nuevo contrato con Ariola Records, bajo el cual publicaron en 1990 el álbum Instinto. Tras su publicación, Comité Cisne se disolvió.
En 2002, diez años después del fin de Comité Cisne, Goñi remasterizó y reeditó tres de los cuatro trabajos del grupo: El final del mar, Tres canciones de Lou Reed y Beber el viento.
En octubre de 2012, Goñi anunció la revisión y publicación de algunos temas de la discografía del grupo y una gira de duración no definida bajo el proyecto Comité, paralelo a Revólver. Tras iniciar la gira el 26 de octubre en la Sala Repvblicca de Mislata, Valencia, publicó un EP digital en iTunes con tres canciones regrabadas: «Licor», «Ana Frank» y «Sigue durmiendo».

## Discografía
| Álbumes - 1986: Comité Cisne (Mini-LP. DRO) - 1987: El final del mar (Mini-LP. Intermitente) - 1988: Beber el viento (LP. Intermitente) - 1991: Instinto (LP y CD. BMG Ariola) | EP y sencillos - 1985: Dulces horas (Maxi. EMI) - 1987: Tres canciones de Lou Reed (Maxi. Intermitente) |